# Musée bigouden
Le Musée Bigouden est un musée d'ethnographie spécialisé dans l'étude de la société bigoudène. 
Installé dans le château des barons du Pont à Pont-l'Abbé (Finistère), le musée questionne la société traditionnelle bigoudène par l'exposition de riches collections d'objets, de mobilier et de vêtements traditionnels. Un objectif motive la recherche récente menée au sein de la structure : nourrir une réflexion universelle sur l'homme et son identité. 
En plus d'un parcours permanent, des expositions temporaires sont régulièrement organisées, par exemple en 2013 Bigoudène... so chic : mode citadine, mode paysanne, influences croisées, 1850/1910 et en 2014 L'invention du Pays Bigouden.

## Histoire
Le Musée Bigouden naît dans un contexte de renouveau des musées d'art et de traditions populaires, caractéristique de la période d'après-guerre. En effet; dans les années 1950, la Bretagne compte déjà un réseau de plusieurs musées, qui s'est développé dès la fin du XVIIIe siècle. Deux premiers musées sont créés à Rennes et à Nantes, à la suite de la Révolution Française. A l'image des pratiques du siècle, les collections reflètent les intérêts des sociétés savants et des mécènes locaux. En plus d'une priorité accordée aux beaux-arts et à l'archéologie, des richesses artistiques locales sont également mises en avant. 

## Fréquentation
Le graphique qui aurait dû être présenté ici ne peut pas être affiché car il utilise l'ancienne extension Graph, désactivée pour des questions de sécurité. Des indications pour créer un nouveau graphique avec la nouvelle extension Chart sont disponibles ici.